# Tombstone (Arizona)
Tombstone es una ciudad ubicada en el condado de Cochise en el estado estadounidense de Arizona. En el censo de 2020 tenía una población de 1308 habitantes y una densidad de  población de 117,10 hab/km². La actividad económica principal está relacionada con turismo, pues su historia inicial está ligada a la expansión de la frontera de este país en el siglo XIX e inicios del siglo XX. En esta ciudad se produjo el 26 de octubre de 1881 el tiroteo del O.K. Corral.

## Información general
La población estimada en 2006 era de 1.571 habitantes, de los cuales un 72,5 % es de raza blanca de origen no hispano, y 24,1% hispano. Cubre un área de 11,1 km² con una densidad de población de 141,5 habitantes por kilómetro cuadrado. Su temperatura media entre los meses de noviembre y febrero es de 10 a 15 °C y entre julio y agosto de 27 °C.

## Historia

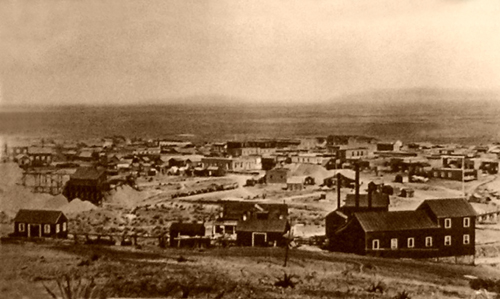
Tombstone en 1891

La ciudad comenzó como un campo minero cercano a una veta de plata reclamada por Ed Schieffelin. Según la leyenda, cierto día se encontraba en Campo Huachuca en Arizona, y comentó a un soldado la posible riqueza de minerales en las montañas vecinas. El militar, sin embargo, le previno acerca de los peligros que había alrededor, principalmente  la amenaza de apaches. Además, le comentó que todo lo que encontraría allí sería su lápida (tombstone).
A pesar de las advertencias, en 1878 se desplazó al lugar escondiéndose de los nativos y descubrió un yacimiento de plata de unos cincuenta pies de largo y doce de ancho; bautizándola con el nombre de Tombstone, recordando las palabras de aquel soldado.
Después de hallar otro yacimiento, fue a Tucson a asentar sus descubrimientos. Buscó el apoyo de su hermano Al Schieffelin para emprender la explotación del recurso, pero éste le desalentó. Buscando otra opinión, la de Richard K. Gird, sí fue apoyado, y los dos emprendieron la explotación de la mina, a la que se uniría después su hermano. Con el tiempo otras vetas serían halladas, —la Grand Central, Charleston y Contention—; y más gambusinos llegarían al lugar, incluido el campo minero Tombstone.
El 2 de diciembre de 1878 se estableció una oficina postal. El siguiente año el poblado contaba con 40 cabañas y 100 habitantes. Mientras Schieffelin abandonaba el sitio en busca de más minas, otros personajes arribaron al lugar en 1879: Los hermanos Wyatt, Virgil, Morgan y James Earp; lo mismo que Doc Holliday y Big Nose Kate en 1880, quien estableció un cobertizo donde se vendía whisky y unas chicas bailaban para los clientes. Fue el primer establecimiento de este tipo en el lugar. También llegaron delincuentes reconocidos como la pandilla de los hermanos Clanton, los hermanos McLaury (Frank y Tom) y Johnny Ringo, de los cuales algunos de ellos mostraban su disconformidad con la presencia de los Earp.
La aldea creció rápidamente; para 1880 ya contaba con 3000 residentes. Surgió también el periódico Tombstone Epitaph; asimismo, fueron llegando más visitantes típicos de esta clase de asentamientos, entre ellos apostadores, empresarios de saloons, bailarinas, etc. Con el tiempo, Tombstone se ganó la fama de ser de los más violentos pueblos del suroeste de los Estados Unidos. En 1881 contaba con 8000 residentes, además de una escuela, cuatro iglesias, dos bancos y una sala de ópera. Por otro lado, con Virgil Earp como deputy marshal (asistente de alguacil), las disputas entre los servidores de la ley y los delincuentes arreciaron. 
El 22 de junio de 1881 un incendio dañó parte la ciudad. Por los robos que siguieron al desastre el marshal titular fue destituido, y en su lugar fue nombrado Virgil Earp, situación que enfureció a los delincuentes locales, especialmente a los hermanos Clanton. El punto culminante llegó con el encuentro final entre los grupos antagonistas con el tiroteo de O.K. Corral el 26 de octubre de 1881.
El siguiente año la ciudad sufrió otro incendio. Al mismo tiempo, en la localidad se estableció el Bird Cage Theatre, mezcla de saloon, burdel y casa de juegos. En sus ocho años de existencia hubo veintiséis muertes; el New York Times lo llamó alguna vez «la más salvaje, ruda y vil taberna...».
En 1886, mientras se excavaba un pozo, se encontró un río subterráneo, para regocijo de los pobladores. Pero a la vez fue el detonante de la decadencia de las minas aledañas al inundarlas, por lo que los mineros se desplazaron a otros lugares y ciudades próximas —como Charleston y Millville— fueron abandonadas. A pesar de que en 1890 el agua pudo ser drenada de las vetas e hizo resurgir al poblado, nuevas inundaciones detuvieron su funcionamiento. En esta década alcanzó el máximo de población (15 000). Hacia 1929 las autoridades del condado se mudaron a la vecina Bisbee, condenando a   Tombstone a convertirse en una ciudad fantasma. Per de la zona se extrajo manganeso para el gobierno durante la Primera Guerra Mundial y plomo para el segundo gran conflicto.
La herencia del pasado, sin embargo, hizo resurgir el poblado gracias al turismo. El cementerio de Boot Hill, recreaciones de tiroteos, el protagonismo en películas y libros, la reconstrucción de la calle Allen —antiguo sitio de burdeles y bares—, el Cochise County Corthouse, entre otros, provocaron que Tombstone —la popularmente llamada «ciudad demasiado dura para morir»— sobreviva hasta el presente.

## Turismo

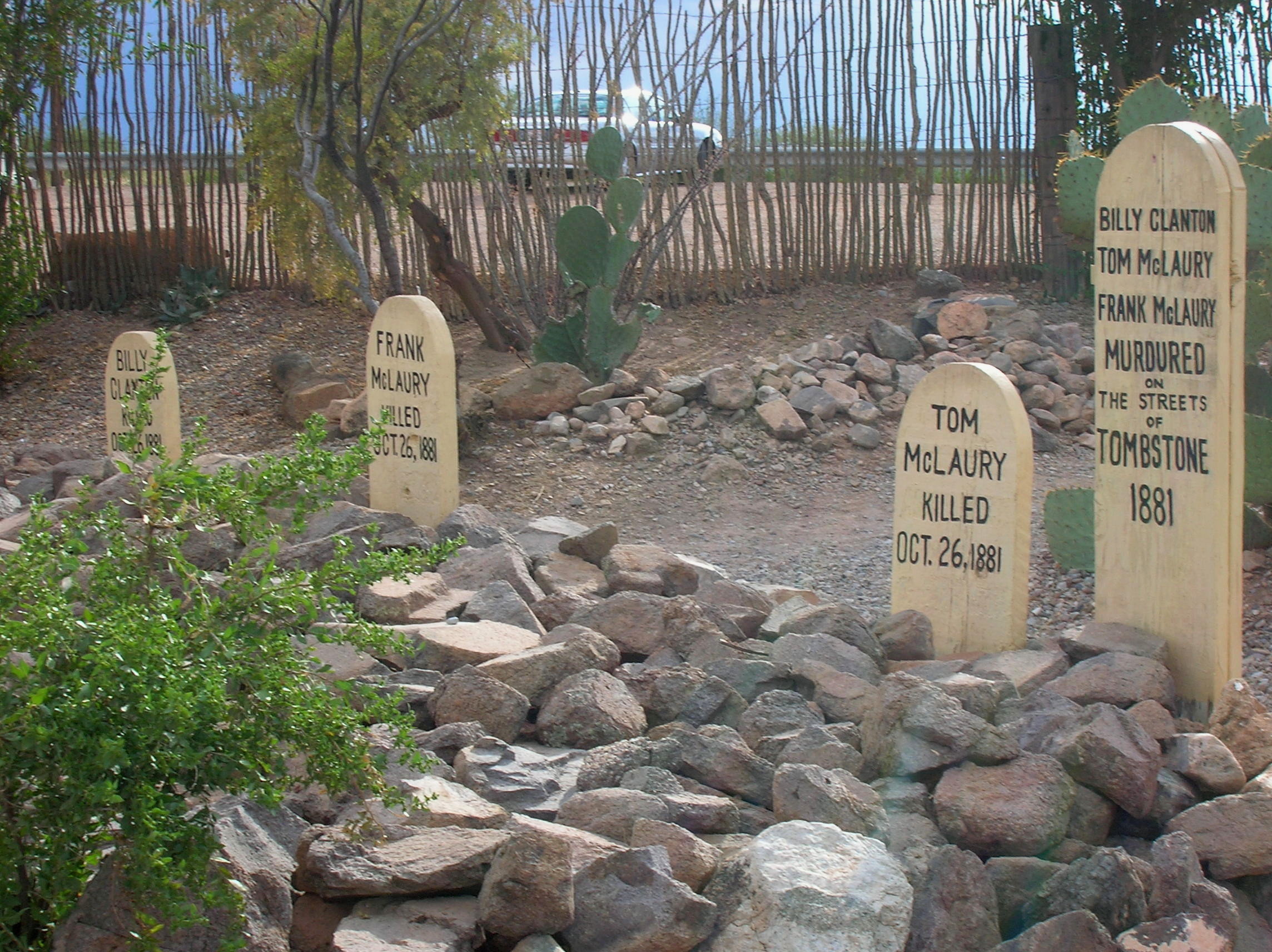
Cementerio de Boot Hill

La ciudad atrae unos 400 000 visitantes por año. Dispone de una oferta para el turismo entre restaurantes, bares, hoteles, escenas de tiroteos, viajes en diligencias, etc.
- Big Nose Kate Saloon. Comenzó su actividad como hotel en 1881.
- Bird Cage Theatre. Reabierto como museo, y que la serie de televisión Buscadores de fantasmas (en inglés Ghost Adventures) se encerró una noche sacando pruebas concluyentes de que el teatro estaba encantado.
- Cementerio Boot Hill. Este cementerio es el sitio donde descansan los restos de personalidades locales y de muchos que fallecieron de manera violenta en la aldea durante el viejo oeste.
- Cristal Palace Saloon. Este saloon restaurado ofrece espectáculos a los visitantes y a los aldeanos del pueblo.
- Tombstone Courthouse State Historic Park. este parque de cerca de 1.500 hectáreas está repleto de cactus y plantas del desierto.
- Monumento Schieffelin. Una estatua situada en el pueblo en honor al Señor Schieffelin.
- O.K. Corral. Bar situado en la calle principal en la que se produjo el famoso "tiroteo en el O.K. Corral".

## Geografía
Tombstone se encuentra ubicada en las coordenadas 31°43′7″N 110°3′45″O / 31.71861, -110.06250. Según la Oficina del Censo de los Estados Unidos, Tombstone tiene una superficie total de 11.17 km², de la cual 11.17 km² corresponden a tierra firme y (0 %) 0 km² es agua.

## Demografía
Según el censo de 2020, había 1308 personas residiendo en Tombstone. La densidad de población era de 117,10 hab./km². De los 1308 habitantes, Tombstone estaba compuesto por el 76.07% blancos, el 1.53 % eran afroamericanos, el 1.15 % eran amerindios, el 0.38 % eran asiáticos, el 0.15 % eran isleños del Pacífico, el 3.82 % eran de otras razas y el 11.54 % pertenecían a dos o más razas. Del total de la población el 17.35 % eran hispanos o latinos de cualquier raza.